# Critics’ Choice Television Award/Beste Hauptdarstellerin in einer Dramaserie
Der Critics’ Choice Television Award in der Kategorie Beste Hauptdarstellerin in einer Dramaserie (Originalbezeichnung: Best Actress in a Drama Series) ist eine der Auszeichnungen, die jährlich in den Vereinigten Staaten von der Broadcast Television Journalists Association, einem Verband von Fernsehkritikern, verliehen werden. Sie richtet sich an Schauspielerinnen, die eine hervorragende Leistung in einer Hauptrolle in einer Drama-Fernsehserie erbracht haben. Die Kategorie wurde 2011 ins Leben gerufen. Die Gewinner werden in einer geheimen Abstimmung durch die Fernsehkritiker des Verbandes ermittelt.

## Geschichte und Rekorde
Seit der ersten Verleihung hat die Broadcast Television Journalists Association eine Gesamtanzahl von zehn Preisen in der Kategorie Beste Hauptdarstellerin in einer Dramaserie an acht verschiedene Schauspielerinnen verliehen. Die erste Preisträgerin war Julianna Margulies, die 2011 für ihre Rolle als Alicia Florrick in Good Wife ausgezeichnet wurde. Die bisher letzte Preisträgerin war Regina King, die 2020 für ihre Rolle als Angela Abar / Sister Night in Watchmen geehrt wurde.
Älteste Gewinnerin mit 45 Jahren war 2011 die US-Amerikanerin Julianna Margulies (Good Wife), älteste nominierte Schauspielerin mit 66 Jahren 2018 die US-Amerikanerin Christine Baranski (The Good Fight). Jüngste Gewinnerin mit 27 Jahren war 2013 die Kanadierin Tatiana Maslany (Orphan Black), jüngste nominierte Schauspielerin mit 25 Jahren die US-Amerikanerin Emmy Rossum (Shameless).
Die folgende Liste ist eine Aufzählung von Rekorden der häufigsten Nominierten und Gewinnern in der Kategorie Beste Hauptdarstellerin in einer Dramaserie. Die Gewinner und Nominierten in den anderen Serien- und Schauspielerkategorien werden nicht mitgezählt.
| Statistik                                          | Schauspielerin/Serie | Anzahl | Jahre                               |
| -------------------------------------------------- | -------------------- | ------ | ----------------------------------- |
| Häufigste Auszeichnung (Schauspielerin)            | Tatiana Maslany      | 2      | 2013, 2014                          |
| Häufigste Nominierung (Schauspielerin) (* = Sieg)  | Julianna Margulies   | 5      | 2011*, 2012, 2013, 2014, 2015       |
| Häufigste Nominierungen ohne Sieg (Schauspielerin) | Keri Russell         | 5      | 2013, 2014, 2015, 2016 (Dez.), 2019 |
| Häufigste Auszeichnung (Serie)                     | Orphan Black         | 2      | 2013, 2014                          |
| Häufigste Nominierung (Serie) (* = Sieg)           | Good Wife            | 5      | 2011*, 2012, 2013, 2014, 2015       |

## Gewinner und Nominierte
Die unten aufgeführten Fernsehserien werden mit ihrem deutschen Ausstrahlungstitel (sofern ermittelbar) angegeben, danach folgt in Klammern in kursiver Schrift der fremdsprachige Originaltitel. Die Nennung des Originaltitels entfällt, wenn deutscher und fremdsprachiger Serientitel identisch sind. Die Gewinner stehen hervorgehoben in fetter Schrift an erster Stelle.
2011
Julianna Margulies – Good Wife (The Good Wife)
Connie Britton – Friday Night Lights
Mireille Enos – The Killing
Elisabeth Moss – Mad Men
Katey Sagal – Sons of Anarchy
Anna Torv – Fringe – Grenzfälle des FBI (Fringe)
2012
Claire Danes – Homeland
Michelle Dockery – Downton Abbey
Julianna Margulies – Good Wife (The Good Wife)
Elisabeth Moss – Mad Men
Emmy Rossum – Shameless
Katey Sagal – Sons of Anarchy
2013
Tatiana Maslany – Orphan Black
Claire Danes – Homeland
Vera Farmiga – Bates Motel
Julianna Margulies – Good Wife (The Good Wife)
Elisabeth Moss – Mad Men
Keri Russell – The Americans
2014
Tatiana Maslany – Orphan Black
Lizzy Caplan – Masters of Sex
Vera Farmiga – Bates Motel
Julianna Margulies – Good Wife (The Good Wife)
Keri Russell – The Americans
Robin Wright – House of Cards
2015
Taraji P. Henson – Empire
Viola Davis – How to Get Away with Murder
Vera Farmiga – Bates Motel
Eva Green – Penny Dreadful
Julianna Margulies – Good Wife (The Good Wife)
Keri Russell – The Americans
2016 (Jan.)
Carrie Coon – The Leftovers
Shiri Appleby – UnREAL
Viola Davis – How to Get Away with Murder
Eva Green – Penny Dreadful
Taraji P. Henson – Empire
Krysten Ritter – Marvel’s Jessica Jones
2016 (Dez.)
Evan Rachel Wood – Westworld
Caitriona Balfe – Outlander
Viola Davis – How to Get Away with Murder
Tatiana Maslany – Orphan Black
Keri Russell – The Americans
Robin Wright – House of Cards
2018
Elisabeth Moss – The Handmaid’s Tale – Der Report der Magd (The Handmaid’s Tale)
Caitriona Balfe – Outlander
Christine Baranski – The Good Fight
Claire Foy – The Crown
Tatiana Maslany – Orphan Black
Robin Wright – House of Cards
2019
Sandra Oh – Killing Eve
Jodie Comer – Killing Eve
Maggie Gyllenhaal – The Deuce
Elisabeth Moss – The Handmaid’s Tale – Der Report der Magd
Elizabeth Olsen – Sorry for Your Loss
Keri Russell – The Americans
2020
Regina King – Watchmen
Christine Baranski – The Good Fight
Olivia Colman – The Crown
Jodie Comer – Killing Eve
Nicole Kidman – Big Little Lies
MJ Rodriguez – Pose
Sarah Snook – Succession
Zendaya – Euphoria
2021
Emma Corrin – The Crown
Christine Baranski – The Good Fight
Olivia Colman – The Crown
Claire Danes – Homeland
Laura Linney – Ozark
Jurnee Smollett – Lovecraft Country